# ترانه‌شناسی هانس زیمر
این صفحه شامل آثار هانس زیمر آهنگساز و تهیه‌کننده موسیقی اهل آلمان و جوایز دریافتی وی به جهت تولید موسیقی متن و فیلم است.

## آهنگسازی

### دهه ۱۹۸۰ میلادی
| سال  | عنوان                    | کارگردان              | استدیو                                                                             | توضیحات                             |
| ---- | ------------------------ | --------------------- | ---------------------------------------------------------------------------------- | ----------------------------------- |
| ۱۹۸۴ | موفقیت بهترین انتقام است | یژی اسکولیموفسکی      | —                                                                                  | به همراه استنلی مایرز               |
| ۱۹۸۴ | داستان او:قسمت دو        | —                     | —                                                                                  | به همراه استنلی مایرز               |
| ۱۹۸۵ | بی‌اهمیتی (فیلم)          | نیکلاس روگ            | ریکوردد پیکچر کمپانی زنیس پروداکشنز ایسلند پیکچرز (آمریکا) پالاس پیکچرز (انگلستان) | به همراه استنلی مایرز               |
| ۱۹۸۵ | رختشویخانه زیبای من      | استیون فریرز          | وورکینگ تایتل فیلمز چنل فور فیلمز اریون کلاسیکز                                    | به همراه استنلی مایرز               |
| ۱۹۸۵ | اسب‌های وحشی              | —                     | —                                                                                  | فیلم تلویزیونی                      |
| ۱۹۸۶ | اطلاعات                  | —                     | —                                                                                  | فیلم کوتاه                          |
| ۱۹۸۶ | تعطیلات جداگانه          | —                     | —                                                                                  | به همراه استنلی مایرز               |
| ۱۹۸۶ | بچه‌های صفر               | نیکو ماستوراکیس       | —                                                                                  | به همراه استنلی مایرز               |
| ۱۹۸۷ | برگشت                    | فیلم تلویزیونی        |                                                                                    |                                     |
| ۱۹۸۷ | در معرض ترمینال          | نیکو ماستوراکیس       | امگا پیکچرز                                                                        | —                                   |
| ۱۹۸۷ | وحشی                     | نیکو ماستوراکیس       | امگا پیکچرز                                                                        | فیلم ویدئویی                        |
| ۱۹۸۸ | طبیعت جانور              | به همراه استنلی مایرز |                                                                                    |                                     |
| ۱۹۸۸ | تافین                    | فرانسیس مگاهی         | وسترون پیکچرز مترو گلدوین مایر یونایتد آرتیستس                                     | به همراه استنلی مایرز               |
| ۱۹۸۸ | زندانی ریو               | لچ ماجوفسکی           | پالاس پیکچرز                                                                       | به همراه لوئیز بونفا و لوسیانو پرون |
| ۱۹۸۸ | ماشین میوه (فیلم)        | فیلیپ ساویل           | کنون فیلمز                                                                         | —                                   |
| ۱۹۸۸ | یک دنیا فاصله (فیلم)     | کریس منجس             | آتلانتیک اینترتینمنت                                                               | —                                   |
| ۱۹۸۸ | خیابان مرگ آمریکا        | —                     | —                                                                                  | به همراه استنلی مایرز               |
| ۱۹۸۸ | خانه کاغذی (فیلم)        | برنارد رز             | وورکینگ تایتل فیلمز وسترون پیکچرز                                                  | به همراه استنلی مایرز               |
| ۱۹۸۸ | اولین تولد               | —                     | —                                                                                  | مینی سریال                          |
| ۱۹۸۸ | مرد بارانی               | بری لوینسون           | صنایع باریس Guber-Peters Company یونایتد آرتیستس مترو گلدوین مایر                  | نامزد اسکار بهترین موسیقی متن فیلم  |
| ۱۹۸۸ | سوزاندن راز (فیلم)       | اندرو بیرکین          | وسترون پیکچرز                                                                      | —                                   |
| ۱۹۸۹ | چرخان (فیلم)             | مایکل آلمریدا         | وسترون پیکچرز                                                                      | —                                   |
| ۱۹۸۹ | باران سیاه               | ریدلی اسکات           | پارامونت پیکچرز                                                                    | —                                   |
| ۱۹۸۹ | الماس جمجمه (فیلم)       | نیک برومفیلد          | —                                                                                  | —                                   |
| ۱۹۸۹ | رانندگی برای خانم دیزی   | بروس برسفورد          | کمپانی زانوک برادران وارنر                                                         | —                                   |

### دهه ۱۹۹۰ میلادی
| سال  | عنوان                     | کارگردان                          | استدیو                                                                        | توضیحات                                                                               |
| ---- | ------------------------- | --------------------------------- | ----------------------------------------------------------------------------- | ------------------------------------------------------------------------------------- |
| ۱۹۹۰ | آرکادیا                   | —                                 | —                                                                             | فیلم کوتاه                                                                            |
| ۱۹۹۰ | شیکاگو جو و نمایش دختران  | برنارد رز                         | آرتیسان اینترتیمنت پولیگرام ایترتینمنت وورکینگ تایتل فیلمز نیو لاین سینما     | —                                                                                     |
| ۱۹۹۰ | پرنده‌ای روی سیم           | جان بدهام                         | اینترسکوپ پیکچرز یونیورسال استودیوز                                           | —                                                                                     |
| ۱۹۹۰ | احمق‌های فورچون            | پت اوکانر                         | چنل فور فیلمز                                                                 | —                                                                                     |
| ۱۹۹۰ | روزهای تندر               | تونی اسکات                        | پارامونت پیکچرز                                                               | —                                                                                     |
| ۱۹۹۰ | پاسیفیک هایتز             | جان شلزینجر                       | مورگان کریک پروداکشنز فاکس قرن بیستم (تئاتریکال) برادران وارنر (سینمای خانگی) | —                                                                                     |
| ۱۹۹۰ | کارت سبز                  | پیتر ویر                          | امبرلا اینترتینمنت تاچ‌استون پیکچرز                                            | —                                                                                     |
| ۱۹۹۱ | بازافروختگی               | ران هاوارد                        | ایمیجین اینترتینمنت یونیورسال استودیوز                                        | —                                                                                     |
| ۱۹۹۱ | تلما و لوییز              | ریدلی اسکات                       | پتی مترو گلدوین مایر                                                          | —                                                                                     |
| ۱۹۹۱ | توجه به هنری              | مایک نیکولز                       | پارامونت پیکچرز                                                               | —                                                                                     |
| ۱۹۹۱ | در ماه، عالیس             | —                                 | —                                                                             | فیلم کوتاه تلویزیونی                                                                  |
| ۱۹۹۱ | سگ‌های دروغین کجا می‌خوابند | چارلز فینچ                        | آگوست اینترتینمنت                                                             | به همراه مارک مانسینا                                                                 |
| ۱۹۹۱ | کی۲                       | فرانک رودام                       | پارامونت پیکچرز                                                               | فقط نسخه اروپائی                                                                      |
| ۱۹۹۲ | بروشور رادیو              | ریچارد دانر دیوید ایوانس          | کلمبیا پیکچرز                                                                 | —                                                                                     |
| ۱۹۹۲ | قدرت یک                   | جان جی. آویلدسن                   | ریجنسی اینترپرایزس استودیوکانال ویلیج رودشو پیکچرز برادران وارنر              | —                                                                                     |
| ۱۹۹۲ | لیگ خودشان                | پنی مارشال                        | کلمبیا پیکچرز                                                                 | —                                                                                     |
| ۱۹۹۲ | شرکت جاسوس‌ها              | —                                 | —                                                                             | —                                                                                     |
| ۱۹۹۲ | اسباب بازی‌ها              | بری لوینسون                       | فاکس قرن بیستم                                                                | —                                                                                     |
| ۱۹۹۳ | نقطه بی‌بازگشت             | جان بدهام                         | برادران وارنر                                                                 | همراه با نیک گلنی اسمیت                                                               |
| ۱۹۹۳ | جوانتر و جوانتر           | پرسی آدلون                        | ترنسموندو فیلم                                                                | —                                                                                     |
| ۱۹۹۳ | تقویم دختر                | جان وایتسل                        | کلمبیا پیکچرز                                                                 | —                                                                                     |
| ۱۹۹۳ | داستان عاشقانه واقعی      | تونی اسکات                        | مورگان کریک پروداکشنز دیویس فیلمز برادران وارنر                               | —                                                                                     |
| ۱۹۹۳ | دویدن‌های سرد              | جان ترتل‌تاب                       | والت دیزنی پیکچرز                                                             | —                                                                                     |
| ۱۹۹۳ | خانه ارواح                | بیله آگوست                        | کانتانستین فیلمز میرامکس                                                      | —                                                                                     |
| ۱۹۹۳ | رنجرهای فضایی             | —                                 | —                                                                             | سریال تلویزیونی                                                                       |
| ۱۹۹۴ | من هیچ کاری نخواهم کرد    | جیمز ال. بروکس                    | گارسی فیلمز کلمبیا پیکچرز                                                     | —                                                                                     |
| ۱۹۹۴ | مرد رنسانس                | پنی مارشال                        | سینرجی پیکچرز تاچ‌استون پیکچرز                                                 | —                                                                                     |
| ۱۹۹۴ | شیرشاه                    | راجر آلرز راب مینکاف              | استدیو انیمیشن والت دیزنی والت دیزنی پیکچرز                                   | اولین انیمیشنی که هانس زیمر برای آن آهنگ ساخت. آهنگسازی به همراه التون جان و تیم رایس |
| ۱۹۹۴ | دراپ زون                  | جان بدهام                         | پارامونت پیکچرز                                                               | —                                                                                     |
| ۱۹۹۵ | جزر و مد قرمز             | تونی اسکات                        | هالیوود پیکچرز                                                                | —                                                                                     |
| ۱۹۹۵ | فراتز از رانگون           | جان بورمن                         | کسل راک انترتینمنت کلمبیا پیکچرز                                              | —                                                                                     |
| ۱۹۹۵ | نه ماه                    | کریس کلمبوس                       | ۱۴۹۲ پیکچرز فاکس قرن بیستم                                                    | —                                                                                     |
| ۱۹۹۵ | چیزی برای گفتن            | لاسه هالستروم                     | برادران وارنر                                                                 | همراه با گراهام پریسکت                                                                |
| ۱۹۹۵ | دو مرگ                    | نیکلاس روگ                        | کاستل هیل                                                                     | —                                                                                     |
| ۱۹۹۶ | پیکان‌های شکسته            | جان وو                            | فاکس قرن بیستم                                                                | —                                                                                     |
| ۱۹۹۶ | جزیره گنج ماپت            | برایان هنسون                      | کمپانی جسم هانسون والت دیزنی پیکچرز                                           | —                                                                                     |
| ۱۹۹۶ | صخره                      | مایکل بی                          | هالیوود پیکچرز                                                                | به همراه نیک گلین اسمیت                                                               |
| ۱۹۹۶ | فن                        | تونی اسکات                        | ماندالای اینترتینمنت اسکات فری پروداکشنز ترایستار پیکچرز                      | —                                                                                     |
| ۱۹۹۶ | همسر واعظ                 | پنی مارشال                        | شرکت ساموئل گلدوین تاچ‌استون پیکچرز                                            | —                                                                                     |
| ۱۹۹۷ | حس اسمیلا از برف          | بیله آگوست                        | کانستانتین فیلم فاکس سرچلایت پیکچرز                                           | همراه با هری گریگسون ویلیامز                                                          |
| ۱۹۹۷ | مصلح                      | میمی لدر                          | دریم‌ورکس                                                                      | —                                                                                     |
| ۱۹۹۷ | بهتر از این نمی‌شه         | جیمز ال. بروکس                    | گریسی فیلمز ترایستار پیکچرز                                                   | —                                                                                     |
| ۱۹۹۸ | رایش سوم در رنگ           | —                                 | اسپیگل تی وی                                                                  | سریال مستند تلویزیونی                                                                 |
| ۱۹۹۸ | روزهای آخر                | جیمز مل                           | —                                                                             | مستند                                                                                 |
| ۱۹۹۸ | شاهزاده مصر               | سایمون ولز برندا چپمن استیو هیکنر | دریم‌ورکس                                                                      | —                                                                                     |
| ۱۹۹۸ | خط باریک سرخ              | ترنس مالیک                        | فونیکس پیکچرز فاکس قرن بیستم                                                  | —                                                                                     |
| ۱۹۹۹ | نامزد                     | اومبرتو زوریتا                    | آزتکا دیجیتال                                                                 | سریال تلویزیونی                                                                       |
| ۱۹۹۹ | چیل فاکتور                | هیو جانسون                        | مورگان کریک پروداکشنز برادران وارنر                                           | به همراه جان پاول                                                                     |

### دهه ۲۰۰۰ میلادی
| سال                   | عنوان                                    | کارگردان                         | استدیو                                                                           | توضیحات |   |
| --------------------- | ---------------------------------------- | -------------------------------- | -------------------------------------------------------------------------------- | --- | - |
| ۲۰۰۰                  | یک قطعه سرمدی                            | بری لوینسون                      | دریم ورکس (آمریکا) کلمبیا پیکچرز (بین‌المللی)                                     | — |   |
| ۲۰۰۰                  | مأموریت غیرممکن ۲                        | جان وو                           | کروز/واگنر پروداکشنز پارامونت پیکچرز                                             | — |   |
| ۲۰۰۰                  | گلادیاتور                                | ریدلی اسکات                      | اسکات فری پروداکشنز داگلاس ویک دریم ورکس (آمریکا) یونیورسال استودیوز (بین‌المللی) | هانس زیمر با همکاری لیزا جرارد موسیقی این فیلم را ساخت. هانس زیمر برای این فیلم برنده جایزه گلدن گلوب و نامزد اسکار شد. |   |
| ۲۰۰۰                  | به سوی الدورادو                          | بیبو برژرون دان پل               | دریم ورکس                                                                        | به همراه جان پاول |   |
| ۲۰۰۱                  | سقوط شاهین سیاه                          | ریدلی اسکات                      | ریوولوشن استدیوز جری بروکهایمر اسکات فری پروداکشنز کلمبیا پیکچرز                 | — |   |
| ۲۰۰۱                  | سواری در ماشین با پسران                  | پنی مارشال                       | گریسی فیلمز کلمبیا پیکچرز                                                        | — |   |
| ۲۰۰۱                  | پرل هاربر                                | مایکل بی                         | جری بروکهایمر تاچ‌استون پیکچرز                                                    | نامزد جایزه گلدن گلوب بهترین موسیقی متن                                                                                 |   |
| ۲۰۰۱                  | هانیبال                                  | ریدلی اسکات                      | دینو دلارنتیس اسکات فری پروداکشنز مترو گلدوین مایر یونیورسال استودیوز            | — |   |
| ۲۰۰۱                  | شکست ناپذیر                              | ورنر هرتسوک                      | چنل فور فیلمز (انگلیس) فاین لاین فیچرز (آمریکا)                                  | به همراه کلاوس بادت |   |
| ۲۰۰۱                  | قول                                      | شان پن                           | فرنچیس پیکچرز مورگان کریک پروداکشنز برادران وارنر                                | به همراه کلاوس بادت |   |
| ۲۰۰۱                  | ۲۰۰۲                                     | حلقه                             | گور وربینسکی                                                                     | دریم ورکس | — |
| روح: نریان از سیمارون | ۲۰۰۲                                     | کلی اشبری لورنا کوک              | دریم ورکس                                                                        | نامزد گلدن گلوب بهترین موسیقی متن                                                                                       |   |
| ۲۰۰۳                  | آخرین سامورایی                           | ادوارد زوئیک                     | تد فیلد بدفورد فالس پروداکشنز کروز/وگنر پروداکشنز برادران وارنر                  | نامزد گلدن گلوب بهترین موسیقی متن                                                                                       |   |
| ۲۰۰۳                  | یکی باید کوتاه بیاید                     | نانسی مایرز                      | کلمبیا پیکچرز (آمریکا) برادران وارنر (بین‌المللی)                                 | با همکاری آهنگسازان گروه ریموت کنترل پروداکشنز.                                                                         |   |
| ۲۰۰۳                  | دزدان دریایی کارائیب: نفرین مروارید سیاه | گور وربینسکی                     | والت دیزنی پیکچرز                                                                | با همکاری کلاوس بادت |   |
| ۲۰۰۳                  | مردان چوب‌کبریتی                          | ریدلی اسکات                      | ایمیج موورس اسکات فری پروداکشنز ساتورن فیلمز برادران وارنر                       | — |   |
| ۲۰۰۳                  | اشک‌های خورشید                            | آنتونی فوکوآ                     | روولوشن استدیوز چه‌ین اینترپرایسز کلمبیا پیکچرز                                   | — |   |
| ۲۰۰۳                  | جانی اینگلیش                             | پیتر هاویت                       | استودیو کانال وورکینگ تایتل فیلمز یونیورسال استودیوز                             | با همکاری رابی ویلیامز                                                                                                  |   |
| ۲۰۰۴                  | اسپانگلیش                                | جیمز ال. بروکس                   | گریسی فیلمز کلمبیا پیکچرز                                                        | نامزد گلدن گلوب بهترین موسیقی متن                                                                                       |   |
| ۲۰۰۴                  | ستاره لارا                               | پیت دوریکر                       | خانواده برادران وارنر                                                            | با همکاری نیک گلنی اسمیت و هنینگ لونر                                                                                   |   |
| ۲۰۰۴                  | داستان کوسه                              | ویکی جنسون بیبو برژرون راب لترمن | دریم ورکس                                                                        | — |   |
| ۲۰۰۴                  | آرتور شاه                                | آنتونی فوکوآ                     | تاچ‌استون پیکچرز                                                                  | — |   |
| ۲۰۰۴                  | تاندربردز                                | جاناتان فریکس                    | استودیو کانال وورکینگ تایتل فیلمز یونیورسال استدیوز                              | همراه با رامین جوادی |   |
| ۲۰۰۵                  | هواشناس                                  | گور وربینسکی                     | اسکیپ آرتیستس پارامونت پیکچرز                                                    | همراه با جیمز لوین |   |
| ۲۰۰۵                  | خرس کوچولوی قطبی ۲-جزیره اسرارآمیز       | پیت دوریکر                       | راتکیرچ کارتون فیلم خانواده برادران وارنر                                        | همراه با نیک گلنی اسمیت                                                                                                 |   |
| ۲۰۰۵                  | ماداگاسکار                               | اریک دارنل تام مک‌گراث            | دریم ورکس                                                                        | — |   |
| ۲۰۰۵                  | والاس و گرومیت: نفرین موجود خرگوش‌نما     | نیک پارک استیو باکس              | دریم ورکس آردمن انیمیشن                                                          | همراه با جولین نات |   |
| ۲۰۰۵                  | بتمن آغاز می‌کند                          | کریستوفر نولان                   | دی‌سی کامیکس سینکاپی فیلمز لجندری پیکچرز برادران وارنر                            | همراه با جیمز نیوتون هاوارد                                                                                             |   |
| ۲۰۰۶                  | دزدان دریایی کارائیب: صندوقچه مرد مرده   | گور وربینسکی                     | والت دیزنی پیکچرز                                                                | — |   |
| ۲۰۰۶                  | رمز داوینچی                              | ران هاوارد                       | ایمیجین اینترتینمنت راین میکر دیجیتال افکتس کلمبیا پیکچرز                        | نامزد گلدن گلوب بهترین موسیقی متن                                                                                       |   |
| ۲۰۰۶                  | تعطیلات                                  | نانسی مایرز                      | ریلاتیویتی مدیا ویورفیلمز کلمبیا پیکچرز (آمریکا) یونیورسال پیکچرز (بین‌المللی)    | همراه با هیتور پریرا |   |
| ۲۰۰۷                  | دزدان دریایی کارائیب: پایان جهان         | گور وربینسکی                     | والت دیزنی پیکچرز                                                                | — |   |
| ۲۰۰۷                  | سیمپسون‌ها                                | دیوید سیلورمن                    | گریسی فیلمز فیلم رومان راو درافت استدیوز آکوم فاکس قرن بیستم                     | همراه با دنی الفمن |   |
| ۲۰۰۸                  | کازی دیواس                               | ایسا لوپز                        | کلمبیا پیکچرز                                                                    | — |   |
| ۲۰۰۸                  | پاندای کونگ‌فوکار                         | جان استیونسن مارک آزبرن          | دریم ورکس پارامونت پیکچرز                                                        | همراه با جان پاول |   |
| ۲۰۰۸                  | شوالیه تاریکی (فیلم)                     | کریستوفر نولان                   | دی‌سی کامیکس سینکاپی فیلمز لجندری پیکچرز برادران وارنر                            | همراه با جیمز نیوتون هاوارد برنده جایزه گرمی                                                                            |   |
| ۲۰۰۸                  | ماداگاسکار: فرار به آفریقا               | اریک دارنل تام مک‌گراث            | دریم ورکس پارامونت پیکچرز                                                        | — |   |
| ۲۰۰۸                  | دشت سوزان                                | گیلرمو ارریگا                    | وایلد بانچ ۲۹۲۹ اینترتیمنت پارامونت پیکچرز                                       | همراه با عمر رودریگز-لوپز                                                                                               |   |
| ۲۰۰۸                  | فراست/نیکسون                             | ران هاوارد                       | ایمیجین اینترتینمنت وورکینگ تایتل فیلمز استودیو کانال یونیورسال استودیوز         | نامزد گلدن گلوب بهترین موسیقی متن                                                                                       |   |
| ۲۰۰۸                  | رازهای پنج آتشین                         | رامان هوی                        | دریم ورکس                                                                        | برنده جایزه آنی به همراه هنری جکمن و جان پاول                                                                           |   |
| ۲۰۰۹                  | هنری ۴                                   | جو بایر                          | سنترال فیلم                                                                      | هانس زیمر تهیه‌کننده اجرایی موسیقی بوده‌است. آهنگسازی توسط هنری جکمن انجام شده‌است.                                        |   |
| ۲۰۰۹                  | قایقی که لرزید                           | ریچارد کرتیس                     | یونیورسال استدیوز (انگلیس و آلمان) استودیو کانال (فرانسه) فوکس فیچرز (آمریکا)    | |   |
| ۲۰۰۹                  | فرشتگان و شیاطین                         | ران هاوارد                       | ایمیجین اینترتینمنت کلمبیا پیکچرز                                                | نوازندگی ویلونسل توسط جاشوا بل                                                                                          |   |
| ۲۰۰۹                  | تبدیل‌شوندگان: انتقام شکست‌خوردگان         | مایکل بی                         | دریم ورکس پارامونت پیکچرز                                                        | هانس زیمر فقط مسئول موسیقی‌های اضافی بوده‌است. آهنگسازی اصلی توسط استیو جابلونسکی                                         |   |
| ۲۰۰۹                  | شرلوک هلمز                               | گای ریچی                         | سیلور پیکچرز ویلیج رودشو پیکچرز برادران وارنر                                    | نامزد اسکار بهترین موسیقی متن تهیه‌کنندگی موسیقی توسط لورن بالفه                                                         |   |
| ۲۰۰۹                  | پیچیده‌است                                | نانسی مایرز                      | ریلاتیویتی مدیا ویورلی فیلمز دنتسو یونیورسال استدیوز                             | همراه با هیتور پریرا |   |
| ۲۰۰۹                  | ندای وظیفه: جنگاوری نوین ۲               | جیسون وست                        | Activision                                                                       | هانس زیمر فقط مسئول ساخت موسیقی زمینه بوده‌است. مسئول موسیقی اصلی لورن بالفه بوده‌است.                                    |   |

### دهه ۲۰۱۰ میلادی
| سال  | عنوان                                        | کارگردان                            | استدیو | توضیحات |
| ---- | -------------------------------------------- | ----------------------------------- | --- | --- |
| ۲۰۱۰ | اقیانوس آرام                                 | جرمی پودسوا تیم وان پاتن دیوید ناتر | اچ‌بی‌او دریم ورکس پلی تون | هانس زیمر فقط سازنده موسیقی زمینه بوده است. |
| ۲۰۱۰ | درون کرمچاله‌ها                               |                                     | ریویلیشنس اینترتینمنت ارتباطات دیسکاوری | هانس زیمر فقط سازنده موسیقی زمینه بوده است. |
| ۲۰۱۰ | تلقین                                        | کریستوفر نولان                      | سینکاپی فیلمز لجندری پیکچرز برادران وارنر | نامزدی بهترین موسیقی متن برای جوایز گرمی، گلدن گلوب و اسکار |
| ۲۰۱۰ | ابرذهن                                       | تام مک‌گراث                          | دریم ورکس پارامونت پیکچرز | همراه با لورن بالفه |
| ۲۰۱۰ | از کجا می‌دانی                                | جیمز ال. بروکس                      | گریسی فیلمز کلمبیا پیکچرز | — |
| ۲۰۱۰ | سرپوش                                        | ریان کونیگ                          | — | فیلم کوتاه |
| ۲۰۱۱ | ابرذهن: دکمه رستاخیز                         | سیمون جی اسمیت                      | دریم ورکس | همراه با لورن بالفه |
| ۲۰۱۱ | رنگو                                         | گور وربینسکی                        | نیکلودئون مویز جی کی فیلمز ایندوستریال لایت اند میجیک پارامونت پیکچرز                                                                                               | — |
| ۲۰۱۱ | کرایسیس ۲                                    | کوات یرلی                           | الکترونیک آرتس | هانس زیمر فقط سازنده موسیقی زمینه بوده است. آهنگساز اصلی لورن بالفه است. |
| ۲۰۱۱ | دزدان دریایی کارائیب: سوار بر امواج ناشناخته | راب مارشال                          | والت دیزنی پیکچرز | به همراه رودریگو گابریلا |
| ۲۰۱۱ | پاندای کونگ‌فوکار ۲                           | جنیفر یو نلسون                      | دریم ورکس پارامونت پیکچرز | همراه با جان پاول |
| ۲۰۱۱ | کاوشگران آسمان:ماجراجویی اسپایرو             | پل رایش سوم                         | اکتیویژن | فقط موسیقی زمینه. ساخت موسیقی اصلی بر عهده لورن بالفه بوده است. |
| ۲۰۱۱ | معضل                                         | ران هاوارد                          | ایمیجین اینترتینمنت اسپای‌گلس اینترتیمنت یونیورسال استدیوز | به همراه لورن بالفه. |
| ۲۰۱۱ | حسادت پرندگان                                | جوردن باهات                         | اورلان فیلمز | — |
| ۲۰۱۱ | حس کنجکاوی                                   | —                                   | — | اپیزود:آنجا یک جهان موازی است؟" |
| ۲۰۱۱ | شرلوک هلمز: بازی سایه‌ها                      | گای ریچی                            | سیلور پیکچرز ویلیج رودشو پیکچرز برادران وارنر | تهیه کنندگی موسیقی توسط لورن بالفه. |
| ۲۰۱۲ | ماداگاسکار ۳: تحت تعقیب‌ترین‌های اروپا         | اریک دارنل تام مک‌گراث کنراد ورنن    | دریم ورکس پارامونت پیکچرز | — |
| ۲۰۱۲ | طولانی‌ترین مراقبت روزانه                     | دیوید سیلورمن                       | گریسی فیلمز فیلم رومان فاکس قرن بیستم | — |
| ۲۰۱۲ | شوالیه تاریکی برمی‌خیزد                       | کریستوفر نولان                      | دی‌سی کامیکس سینکاپی فیلمز لجندری پیکچرز برادران وارنر | نامزد جایزه گرمی برای بهترین موسیقی متن اولین فیلم از سری بتمن که بدون جیمز نیوتون هاوارد موسیقی آن ساخته می‌شود. |
| ۲۰۱۲ | فیلم داوکینز                                 | آلفای میت                           | — | فیلم کوتاه |
| ۲۰۱۳ | کتاب مقدس                                    | رما دونی و مارک برنت                | هیستوری (شبکه تلویزیونی) | همراه با لورن بالفه و لیزا جرارد |
| ۲۰۱۳ | راش                                          | ران هاوارد                          | کراس کریک پیکچرز همر فیلم پروداکشنز وورکینگ تایتل فیلمز ایمیجین اینترتینمنت ریوولوشن فیلمز یونیورسال استدیوز (آمریکا) استودیو کانال (انگلیس) اونیورزوم فیلم (آلمان) | — |
| ۲۰۱۳ | مرد پولادین                                  | زک اسنایدر                          | دی‌سی کامیکس سینکاپی فیلمز لجندری پیکچرز برادران وارنر | همراه با جانکی ایکس ال |
| ۲۰۱۳ | رنجر تنها                                    | گور وربینسکی                        | والت دیزنی پیکچرز | جایگزین جک وایت |
| ۲۰۱۳ | آخرین عشق آقای مورگان                        | ساندرا نیتلبک                       | — | — |
| ۲۰۱۳ | دوازده سال بردگی                             | استیو مک کوئین                      | رجنسی انترپرایزس ریور رود اینترتینمنت پلن بی اینترتینمنت فیلم۴ فاکس سرچلایت پیکچرز (آمریکا) انترتینمنت وان (کانادا) سامیت انترتینمنت (انگلیس)                       | — |
| ۲۰۱۴ | افسانه زمستان                                | آکیوا گلدزمن                        | ویلیج رودشو پیکچرز برادران وارنر | همراه با روپرت گرگسون-ویلیامز |
| ۲۰۱۴ | پسر خدا                                      | کریستوفر اسپنسر                     | لایت ورکرزفیلمز فاکس قرن بیستم | همراه با لورن بالفه |
| ۲۰۱۴ | مرد عنکبوتی شگفت‌انگیز ۲                      | مارک وب                             | مارول استودیوز کلمبیا پیکچرز | همراه با گروه موسیقی شش دلاور(فارل ویلیامز، مایک آینزیگر، جانکی ایکس ال، جانی مار، اندرو کازینسکی و استیو مازارو) |
| ۲۰۱۴ | تبدیل‌شوندگان: عصر انقراض                     | مایکل بی                            | پارامونت پیکچرز | فقط ساخت موسیقی‌های اضافی. موسیقی اصلی توسط استیو جابلونسکی ساخته شده. |
| ۲۰۱۴ | بین ستاره‌ای                                  | کریستوفر نولان                      | لجندری پیکچرز سینکاپی فیلمز لیندا ابست پروداکشنز پارامونت پیکچرز (آمریکا) برادران وارنر (بین‌المللی)                                                                 | — |
| ۲۰۱۵ | چپی                                          | نیل بلومکمپ                         | مدیا رایتس کپیتال کلمبیا پیکچرز | موسیقی‌های اضافی توسط استیو مازارو و اندرو کازینسکی |
| ۲۰۱۵ | شاهزاده کوچولو                               | مارک آزبرن                          | اورنج استدیو پارامونت پیکچرز | همراه با ریچارد هاروی |
| ۲۰۱۵ | ملک طلق                                      | پیتر سالت                           | اندگیم اینترتینمنت لاینزگیت | همراه با جانی مار |
| ۲۰۱۵ | زنی با لباس طلایی رنگ                        | سیمون کورتیس                        | بی‌بی‌سی فیلمز اوریجین پیکچرز | همراه با مارتین فیپس |
| ۲۰۱۶ | پاندای کونگ‌فوکار ۳                           | جنیفر یو نلسون                      | دریم ورکس فاکس قرن بیستم | همراه با لورن بالفه. اولین نسخه پاندای کونگ فو کار بدون همکاری جان پاول |
| ۲۰۱۶ | بتمن در برابر سوپرمن: طلوع عدالت             | زک اسنایدر                          | دی‌سی کامیکس اطلس انترتینمنت رت‌پک انترتینمنت کروئل اند آنیوژوال فیلمز برادران وارنر                                                                                  | همراه باجانکی ایکس ال |
| ۲۰۱۶ | دوزخ                                         | ران هاوارد                          | ایمیجین انترتینمنت کلمبیا پیکچرز | — |
| ۲۰۱۶ | تاج                                          | کارگردانان مختلف                    | نت‌فلیکس | همراه با روپرت گرگسون-ویلیامز |
| ۲۰۱۶ | سیاره زمین دو                                | کارگردانان مختلف                    | بی‌بی‌سی | همراه با جاشا کلب و جاکوب شیا |
| ۲۰۱۶ | افراد پنهان                                  | تئودور ملفی                         | فاکس قرن بیستم چرنین انترتینمنت تی اس جی انترتینمنت | همراه با فارل ویلیامز و بنجامین والفیش |
| ۲۰۱۷ | بچه رئیس                                     | تام مک‌گراث (پویانما)                | دریم‌ورکس انیمیشن استودیوهای قرن بیستم | Composed with Steve Mazzaro |
| ۲۰۱۷ | دانکرک                                       | کریستوفر نولان                      | رت‌پک انترتینمنت Syncopy برادران وارنر | Nominated–جایزه اسکار بهترین موسیقی فیلم Nominated–جایزه بفتای بهترین موسیقی فیلم Nominated–جایزه گلدن گلوب بهترین موسیقی Nominated–Grammy Award for Best Score Soundtrack for Visual Media                                                                             |
| ۲۰۱۷ | بلید رانر ۲۰۴۹                               | دنی ویلنوو                          | اسکات فری پروداکشنز Thunderbird Entertainment Torridon Films 16:14 Entertainment الکان انترتینمنت برادران وارنر (US) کلمبیا پیکچرز (International)                  | Themes by ونجلیس Replaced یوهان یوهانسون Composed with بنجامین والفیش Nominated–جایزه بفتای بهترین موسیقی فیلم Nominated–Critics' Choice Movie Award for Best Score Nominated–Grammy Award for Best Score Soundtrack for Visual Media 1st collaboration with دنی ویلنوو |
| ۲۰۱۸ | بیوه‌ها                                       | استیو مک‌کوئین                       | استودیوهای قرن بیستم ریجنسی انترتینمنت | — |
| ۲۰۱۹ | دارک فینکس                                   | سیمون کینبرگ                        | مارول انترتینمنت 20th Century Fox | — |
| ۲۰۱۹ | شیرشاه                                       | جان فاورو                           | Fairview Entertainment والت دیزنی پیکچرز | Returning to score from the 1994 animated film Original songs by التون جان & تیم رایس Nominated–Grammy Award for Best Score Soundtrack for Visual Media |

### دهه ۲۰۲۰
| سال  | عنوان                       | کارگردان             | استودیو / ناشر                                                                                           | توضیحات |
| ---- | --------------------------- | -------------------- | --- | --- |
| ۲۰۲۰ | Rebuilding Paradise         | ران هاوارد           | شبکه نشنال جئوگرافیک ایمیجین اینترتیمنت                                                                  | با لورن بالفه |
| ۲۰۲۰ | فیلم باب‌اسفنجی: اسفنج فراری | تیم هیل              | پارامونت پلاس پارامونت پیکچرز پارامونت انیمیشن نیکلودئون موویز استیون هیلنبرگ رسانه رایتس کاپیتال        | Composed with Steve Mazzaro |
| ۲۰۲۰ | مرثیه هیلبیلی               | ران هاوارد           | نتفلیکس ایمیجین اینترتیمنت                                                                               | Composed with David Fleming |
| ۲۰۲۰ | زن شگفت‌انگیز ۱۹۸۴           | پتی جنکینز           | دی‌سی کامیکس اطلس انترتینمنت کروئل اند آنیوژوال فیلمز برادران وارنر                                       | جایگزین روپرت گرگسون-ویلیامز |
| ۲۰۲۱ | بچه رئیس: کسب‌وکار خانوادگی  | تام مک‌گراث (پویانما) | دریم‌ورکس انیمیشن یونیورسال پیکچرز                                                                        | Composed with Steve Mazzaro |
| ۲۰۲۱ | تلماسه                      | دنی ویلنوو           | برادران وارنر لجندری پیکچرز دنی ویلنوو                                                                   | جایزه اسکار بهترین موسیقی فیلم جایزه بفتای بهترین موسیقی فیلم Critics' Choice Movie Award for Best Score جایزه گلدن گلوب بهترین موسیقی Nominated–Grammy Award for Best Score Soundtrack for Visual Media 2nd collaboration with Villeneuve |
| ۲۰۲۱ | بازمانده                    | بری لوینسون          | اچ‌بی‌او فیلمز بران استودیوز New Mandate Films اندیور Creative Wealth Media                                | |
| ۲۰۲۱ | زمانی برای مردن نیست        | کری فوکوناگا         | United Artists Releasing (North America) یونیورسال پیکچرز (International) مترو گلدوین میر ایون پروداکشنز | جایگزین دن رومر |
| ۲۰۲۱ | ارتش دزدان                  | ماتیاس شوایگهوفر     | نتفلیکس کروئل اند آنیوژوال فیلمز Pantaleon Films                                                         | Composed with Steve Mazzaro |
| ۲۰۲۱ | نابخشودنی                   | Nora Fingscheidt     | نتفلیکس جی کی فیلمز Fortis Films Construction Film GmbH                                                  | Composed with David Fleming |
| ۲۰۲۲ | تاپ گان: ماوریک             | جوزف کوشینسکی        | جری بروکهایمر فیلمز اسکای‌دنس مدیا تام کروز پارامونت پیکچرز                                               | با هارولد فالترمایر و لیدی گاگا |
| ۲۰۲۲ | پسر                         | فلوریان زلر          | Film4 سی-سا Ingenious Media Embankment Films Orange Studio                                               | |
| ۲۰۲۳ | خدایا آن‌جایی؟ منم مارگرت    | کلی فرمون کریگ       | لاینزگیت گارسی فیلمز                                                                                     | |
| ۲۰۲۳ | آفریننده                    | گرت ادواردز          | استودیوهای قرن بیستم ریجنسی انترتینمنت انترتینمنت وان New Regency                                        | |
| ۲۰۲۴ | تلماسه: بخش دو              | دنی ویلنوو           | برادران وارنر لجندری پیکچرز دنی ویلنوو 3rd collaboration with Villeneuve                                 | |
| ۲۰۲۴ | پاندای کونگ‌فوکار ۴          | مایک میچل            | دریم‌ورکس انیمیشن یونیورسال پیکچرز                                                                        | Composed with Steve Mazzaro |
| ۲۰۲۴ | بلیتز                       | استیو مک‌کوئین        | اپل استودیوز ریجنسی انترتینمنت New Regency ورکینگ تایتل فیلمز Lammas Park                                | |
| ۲۰۲۴ | موفاسا: شیرشاه              | بری جنکینز           | استودیو سینمایی والت دیزنی                                                                               | Provided the track "And So It Begins" |
| ۲۰۲۵ | فاتح                        | سنو سود              | Shakti Sagar Productions زی استودیوز                                                                     | Provided the track "To the Moon" |
| ۲۰۲۵ | اف۱                         | جوزف کوشینسکی        | برادران وارنر پیکچرز اپل استودیوز جری بروکهایمر فیلمز پلن بی انترتینمنت لوییس همیلتون                    | |
| ۲۰۲۶ | Ramayana: Part 1            | نیتش تیواری          | دابل نگتیو                                                                                               | با ای. آر. رحمان |
| TBA  | بهشت                        | ران هاوارد           | ایمیجین اینترتیمنت AGC Studios                                                                           | |